# تلمبه محمدعلی غیاثی (فارس)
تلمبه محمد علی غیاثی یک منطقهٔ مسکونی در ایران است که در دهستان بنارویه واقع شده‌است. تلمبه محمد علی غیاثی ۴۳ نفر جمعیت دارد.